# Microdon maculatus
Microdon maculatus är en tvåvingeart som beskrevs av Shannon 1927. Microdon maculatus ingår i släktet myrblomflugor, och familjen blomflugor.
Artens utbredningsområde är Bolivia. Inga underarter finns listade i Catalogue of Life.